# Окопи Святої Трійці (гміна)
Гміна Окопи Святої Трійці (пол. Gmina Okopy Świętej Trójcy) — колишня сільська гміна, яка входила до Борщівського повіту Тернопільського воєводства II Речі Посполитої. Адміністративним центром гміни було село Окопи Святої Трійці.
Гміна утворена 1 серпня 1934 року на підставі нового закону про самоуправління (23 березня 1933 року). Гміну створено на основі попередніх гмін: Білівці, Боришківці, Окопи Святої Трійці, Трубчин.
Площа гміни — 34,78 км²

Кількість житлових будинків — 662

Кількість мешканців — 3192
У 1939 році з приходом радянської влади, була скасована.